# Невкритий Денис Никифорович
Денис Никифорович Невкри́тий (16 червня 1895, Матвіївка — 15 лютого 1970, Київ) — український радянський реставратор і живописець; член Спілки радянських художників України з 1947 року.

## Біографія
Народився 16 червня 1895 року в селі Матвіївці (нині Кременчуцький район Полтавської області, Україна). Протягом 1916—1919 років був студентом філологічного факультету Університету святого Володимира у Києві. 1919 року закінчив Київське художнє училище, де навчався у Володимира Менка, Фотія Красицького, Миколи Струнникова, Федора Кричевського, Івана Селезньова, Григорія Дядченка.
У 1938—1941 роках працював у Києві в Центральних науково-дослідних реставраційних музейних майстернях. 1939 року закінчив курси в реставраційній майстерні Третьяковської галереї. Брав участь у німецько-радянській війні. Нагороджений медаллю «За бойові заслуги» (22 серпня 1945).
Упродовж 1945—1957 років продовжив працювати у Центральних науково-дослідних реставраційних музейних майстернях. Реставрував музейні твори олійного та темперного живопису, зокрема пошкоджені картини відомих художників Івана Айвазовського, Аполлінарія Васнецова, Костянтина Трутовського, Івана Шишкіна, Василя Полєнова та багатьох інших. Брав участь в обстеженні та реставрації творів олійного живопису Дрезденської картинної галереї, у реставраційних роботах в Андріївській церкві та Володимирському соборі в Києві (реставрація живопису Аполлінарія Васнєцова та Михайла Нестерова). Помер у Києві 15 лютого 1970 року.

## Творчість
Автор живописних картин «Колгоспна пасіка», «Колгоспний сінокіс» (обидві — 1937). Брав участь у художніх виставках з 1937 року, зокрема:
- «Реставраційні роботи 1938—1953 (у фоторепродукціях)» у Києві (1953);
- «Відреставровані картини Дрезденської картинної галереї» у Москві (1955).

Опублікував низку повістей.